# 僕はスノーボードに行きたいのか?
「僕はスノーボードに行きたいのか?」（ぼくはスノーボードにいきたいのか?）は、小田原ドラゴンによる日本の漫画作品。1997年、『ヤングマガジン増刊号赤BUTA』（講談社）第13号にて掲載された。

## 概要
この作品は、作者である小田原ドラゴンのデビュー作である。この作品を元に読み切りの作品、「おやすみ、幸せな夢が見られるように。」が5作発表されて、その作品の主人公である上野鉄郎やミラーボール製造工場勤務の設定をそのままに連載作品である「おやすみなさい。」が誕生するのである。

## 物語
主人公（名前は無い）は、ミラーボール製造工場で勤めて4年の無口な成人男性である。そんな彼に唯一声を掛けてくれる同僚がツヨシ君である。そのツヨシ君が、同僚たちに大晦日から出掛けてスノーボードをやりに行こうと誘っている。主人公は、ツヨシ君から何時自分が誘われるのかと心待ちにしているのだが…。

## 登場人物
主人公（名前は無い）
ミラーボール製造工場で勤めて4年の無口な成人男性である。推定年齢22歳と考えられる。
ツヨシ君
主人公に唯一声を掛けてくれる同僚で、主人公は彼を友達と思っている。

## その他
当時、主人公がミラーボール製造工場勤務と言う設定が斬新であった。